# Kombinacja norweska na Mistrzostwach Świata w Narciarstwie Klasycznym 2025
Kombinacja norweska na Mistrzostwach Świata w Narciarstwie Klasycznym 2025 rozgrywana była między 27 lutego a 8 marca 2025 w norweskim Trondheim. Rozegranych zostało sześć konkurencji: zawody metodą kompakt na normalnej skoczni, zawody metodą Gundersena oraz sztafeta na dużej skoczni dla mężczyzn, zawody ze startu wspólnego oraz metodą Gundersena na normalnej skoczni dla kobiet oraz mieszana sztafeta na normalnej skoczni.

## Wyniki mężczyzn

### Kompakt HS102/7,5 km
| Pozycja | Zawodnik            | Narodowość | Wynik   | Strata |
| ------- | ------------------- | ---------- | ------- | ------ |
| złoto   | Jarl Magnus Riiber  | Norwegia   | 17:13,4 | –      |
| srebro  | Jens Lurås Oftebro  | Norwegia   | 17:14,2 | +0,8   |
| brąz    | Vinzenz Geiger      | Niemcy     | 17:14,5 | +1,1   |
| 4.      | Julian Schmid       | Niemcy     | 17:17,1 | +3,7   |
| 5.      | Johannes Lamparter  | Austria    | 17:18,7 | +5,3   |
| 6.      | Jørgen Graabak      | Norwegia   | 17:38,4 | +25,0  |
| 7.      | Johannes Rydzek     | Niemcy     | 17:40,4 | +27,0  |
| 8.      | Stefan Rettenegger  | Austria    | 17:41,6 | +28,2  |
| 9.      | Martin Fritz        | Austria    | 17:42,4 | +29,0  |
| 10.     | Laurent Muhlethaler | Francja    | 17:42,9 | +29,5  |

### Sztafeta HS138/4x5 km
| Pozycja | Reprezentacja                                                                      | Wynik   | Strata  |
| ------- | ---------------------------------------------------------------------------------- | ------- | ------- |
| złoto   | Niemcy · Johannes Rydzek · Wendelin Thannheimer · Julian Schmid · Vinzenz Geiger   | 50:37,7 | –       |
| srebro  | Austria · Johannes Lamparter · Franz-Josef Rehrl · Martin Fritz · Fabio Obermeyr   | 50:44,5 | +6,8    |
| brąz    | Norwegia · Simen Tiller · Jørgen Graabak · Jens Lurås Oftebro · Jarl Magnus Riiber | 52:17,5 | +1:39,8 |
| 4.      | Finlandia · Wille Karhumaa · Ilkka Herola · Eero Hirvonen · Otto Niittykoski       | 52:46,4 | +2:08,7 |
| 5.      | Japonia · Yoshito Watabe · Akito Watabe · Sora Yachi · Ryōta Yamamoto              | 53:53,6 | +3:15,9 |
| 6.      | Włochy · Aaron Kostner · Manuel Senoner · Alessandro Pittin · Raffaele Buzzi       | 54:16,8 | +3:39,1 |
| 7.      | Francja · Laurent Muhlethaler · Gaël Blondeau · Edgar Vallet · Marco Heinis        | 54:23,1 | +3:45,4 |
| 8.      | Stany Zjednoczone · Stephen Schumann · Erik Lynch · Niklas Malacinski · Ben Loomis | 57:35,3 | +6:57,6 |

### Gundersen HS138/10 km
| Pozycja | Zawodnik             | Narodowość | Wynik   | Strata  |
| ------- | -------------------- | ---------- | ------- | ------- |
| złoto   | Jarl Magnus Riiber   | Norwegia   | 24:57,5 | –       |
| srebro  | Jørgen Graabak       | Norwegia   | 26:08,2 | +1:10,7 |
| brąz    | Vinzenz Geiger       | Niemcy     | 26:08,6 | +1:11,1 |
| 4.      | Jens Lurås Oftebro   | Norwegia   | 26:09,5 | +1:12,0 |
| 5.      | Ilkka Herola         | Finlandia  | 26:12,9 | +1:15,4 |
| 6.      | Julian Schmid        | Niemcy     | 26:25,1 | +1:27,6 |
| 7.      | Johannes Lamparter   | Austria    | 26:26,6 | +1:29,1 |
| 8.      | Ryōta Yamamoto       | Japonia    | 27:15,1 | +2:17,6 |
| 9.      | Simen Tiller         | Norwegia   | 27:19,0 | +2:21,5 |
| 10.     | Wendelin Thannheimer | Niemcy     | 27:23,1 | +2:25,6 |

## Wyniki kobiet

### Start masowy HS102/5 km
| Pozycja | Zawodnik             | Narodowość        | Wynik | Strata |
| ------- | -------------------- | ----------------- | ----- | ------ |
| złoto   | Yuna Kasai           | Japonia           | 121,0 | –      |
| srebro  | Gyda Westvold Hansen | Norwegia          | 118,7 | -2,3   |
| brąz    | Haruka Kasai         | Japonia           | 115,6 | -5,4   |
| 4.      | Alexa Brabec         | Stany Zjednoczone | 111,4 | -9,6   |
| 5.      | Jenny Nowak          | Niemcy            | 111,2 | -9,8   |
| 6.      | Nathalie Armbruster  | Niemcy            | 108,9 | -12,1  |
| 7.      | Lisa Hirner          | Austria           | 105,7 | -15,3  |
| 8.      | Marte Leinan Lund    | Norwegia          | 102,1 | -18,9  |
| 9.      | Ingrid Låte          | Norwegia          | 94,0  | -27,0  |
| 10.     | Ida Marie Hagen      | Norwegia          | 93,8  | -27,2  |

### Gundersen HS102/5 km
| Pozycja | Zawodnik             | Narodowość | Wynik   | Strata  |
| ------- | -------------------- | ---------- | ------- | ------- |
| złoto   | Gyda Westvold Hansen | Norwegia   | 13:42,9 | –       |
| srebro  | Ida Marie Hagen      | Norwegia   | 13:49,5 | +6,6    |
| brąz    | Lisa Hirner          | Austria    | 13:50,4 | +7,5    |
| 4.      | Ingrid Låte          | Norwegia   | 14:16,3 | +33,4   |
| 5.      | Jenny Nowak          | Niemcy     | 14:24,0 | +41,1   |
| 6.      | Yuna Kasai           | Japonia    | 14:24,3 | +41,4   |
| 7.      | Haruka Kasai         | Japonia    | 14:34,0 | +51,1   |
| 8.      | Nathalie Armbruster  | Niemcy     | 14:45,5 | +1:02,6 |
| 9.      | Marte Leinan Lund    | Norwegia   | 14:46,6 | +1:03,7 |
| 10.     | Ema Volavšek         | Słowenia   | 14:47,0 | +1:04,1 |

## Mieszane

### Sztafeta HS102/4x5 km
| Pozycja | Reprezentacja                                                                               | Wynik   | Strata  |
| ------- | ------------------------------------------------------------------------------------------- | ------- | ------- |
| złoto   | Norwegia · Jens Lurås Oftebro · Gyda Westvold Hansen · Ida Marie Hagen · Jarl Magnus Riiber | 36:37,5 | –       |
| srebro  | Niemcy · Julian Schmid · Jenny Nowak · Nathalie Armbruster · Vinzenz Geiger                 | 37:54,3 | +1:16,8 |
| brąz    | Austria · Stefan Rettenegger · Claudia Purker · Lisa Hirner · Johannes Lamparter            | 38:32,6 | +1:55,1 |
| 4.      | Japonia · Akito Watabe · Yuna Kasai · Haruka Kasai · Ryōta Yamamoto                         | 38:32,8 | +1:55,3 |
| 5.      | Finlandia · Eero Hirvonen · Minja Korhonen · Heta Hirvonen · Ilkka Herola                   | 39:26,0 | +2:48,5 |
| 6.      | Francja · Gaël Blondeau · Léna Brocard · Marion Droz Vincent · Laurent Muhlethaler          | 39:58,0 | +3:20,5 |
| 7.      | Słowenia · Vid Vrhovnik · Ema Volavšek · Tia Malovrh · Gašper Brecl                         | 39:58,6 | +3:21,1 |
| 8.      | Włochy · Aaron Kostner · Daniela Dejori · Veronica Gianmoena · Alessandro Pittin            | 40:09,1 | +3:31,6 |
| 9.      | Stany Zjednoczone · Niklas Malacinski · Alexa Brabec · Annika Malacinski · Ben Loomis       | 40:42,3 | +4:04,8 |
| 10.     | Czechy · Jan Vytrval · Tereza Koldovská · Jolana Hradilová · Jiří Konvalinka                | 43:57,9 | +7:20,4 |

## Klasyfikacja medalowa
| #       | Reprezentacja | Złoto | Srebro | Brąz | Razem |
| ------- | ------------- | ----- | ------ | ---- | ----- |
| 1.      | Norwegia      | 4     | 4      | 1    | 9     |
| 2.      | Niemcy        | 1     | 1      | 2    | 4     |
| 3.      | Japonia       | 1     | 0      | 1    | 2     |
| 4.      | Austria       | 0     | 1      | 2    | 3     |
| Łącznie | Łącznie       | 6     | 6      | 6    | 18    |